# Corynoptera subdentata
Corynoptera subdentata är en tvåvingeart som beskrevs av Werner Mohrig 1985. Corynoptera subdentata ingår i släktet Corynoptera och familjen sorgmyggor.
Artens utbredningsområde är Österrike. Arten är reproducerande i Sverige. Inga underarter finns listade i Catalogue of Life.